# フリテンくん
『フリテンくん』は、植田まさし原作の4コマ漫画作品、およびアニメ作品。植田まさしの代表作のひとつ。

## 概要
1979年より『近代麻雀』『近代麻雀オリジナル』『漫画ギャンブルパンチ』『月刊ギャグダ』といった竹書房の雑誌に並行して連載。その後『まんがライフ』に移籍。また、1980年代にはアニメ映画化、OVAが発売されている。
1982年5月、第28回文藝春秋漫画賞を受賞。
かつて『近代麻雀』に掲載されていた時代は、掲載誌のテーマ通り麻雀やギャンブルを取り上げた作品が中心で、読者層からお色気ネタも掲載されていたが、その後の『まんがライフ』以降は雑誌の読者層が女性にシフトしたため前述のようなお色気ネタはほぼ無くなり様々なネタのオムニバスとなっている。中期以降においては、ある意味「主人公不在の漫画」と呼ぶ事も出来る。連載後期の定番ネタとして、無人島を題材にした1コマ漫画やドラキュラがある。
単行本の表紙には
- 90%笑える人は正常
- 30%しか笑えない人は異常
- 100%笑える人もまた異常

と記されている（コンビニコミック版でも記されている）。
リニューアル版として『新フリテンくん』が『まんがライフ』で連載され、同誌の休刊後は『まんがライフオリジナル』へ移籍して2022年9月号より連載されている。この作品のヒットが、竹書房が数々の4コマ専門誌を創刊するきっかけとなり一部4コマ漫画家の間では「現在の竹書房のビルは『フリテンくん』の売り上げで建っている」という都市伝説まで生み出している。『フリテンくん』不掲載期間は同作者による『にこにこエガ夫』が連載されていた。

## 登場人物
フリテン
声優：映画版：近田春夫/OVA版：杉村太郎（シャインズ）
この漫画の主人公的存在であるが、初期のネタと麻雀編以外にはほとんど登場しない。中期にさしかかると麻雀編も無くなっていった為、表紙等以外での出番は全くと言っていい程無くなった。平社員。
課長
声優：映画版：増岡弘/OVA版：伊藤洋介（シャインズ）
髭をはやしている。作中、似た人物が出てくる。
社長
声優：映画版：?/OVA版：大泉滉
主に、ハゲ頭。
メガネ
声優:OVA版：二又一成
フリテンの同僚。

## 書誌情報

### 単行本
- 植田まさし『フリテンくん』竹書房〈バンブーコミックス〉、全19巻
  1. 1980年1月1日発売[5]、ISBN 4-8847-5301-1
  2. 1980年1月1日発売[6]、ISBN 4-8847-5302-X
  3. 発売日不明、ISBN 4-8847-5303-8
  4. 1980年4月1日発売[7]、ISBN 4-8847-5304-6
  5. 1980年6月1日発売[8]、ISBN 4-8847-5305-4
  6. 1981年3月1日発売[9]、ISBN 4-8847-5306-2
  7. 1981年9月1日発売[10]、ISBN 4-8847-5307-0
  8. 1982年4月1日発売[11]、ISBN 4-8847-5308-9
  9. 1983年3月1日発売[12]、ISBN 4-8847-5309-7
  10. 1984年2月1日発売[13]、ISBN 4-8847-5310-0
  11. 1985年3月1日発売[14]、ISBN 4-8847-5311-9
  12. 1986年3月1日発売[15]、ISBN 4-8847-5312-7
  13. 1987年5月20日発売[16]、ISBN 4-8847-5313-5
  14. 1988年8月18日発売[17]、ISBN 4-8847-5314-3
  15. 1989年12月6日発売[18]、ISBN 4-8847-5315-1
  16. 1991年7月11日発売[19]、ISBN 4-8847-5520-0
  17. 1992年8月7日発売[20]、ISBN 4-8847-5601-0
  18. 1993年11月27日発売[21]、ISBN 4-8847-5687-8
  19. 1995年3月17日発売[22]、ISBN 4-8847-5788-2
- 植田まさし『新 フリテンくん』竹書房〈バンブーコミックス〉、既刊4巻（2009年1月27日現在）
  1. 2002年1月18日発売[23]、ISBN 4-8124-5611-8
  2. 2003年11月27日発売[24]、ISBN 4-8124-5893-5
  3. 2005年10月17日発売[25]、ISBN 4-8124-6276-2
  4. 2009年1月27日発売[26]、ISBN 978-4-8124-7032-9

### 文庫版
- 植田まさし『おすすめフリテンくん』竹書房〈漫画文庫〉、全8巻
  1. 1991年11月30日発売[27]、ISBN 4-8847-5117-5
  2. 1992年1月31日発売[28]、ISBN 4-8847-5118-3
  3. 1992年3月28日発売[29]、ISBN 4-8847-5132-9
  4. 1992年5月29日発売[30]、ISBN 4-8847-5135-3
  5. 1992年8月5日発売[31]、ISBN 4-8847-5150-7
  6. 1992年10月27日発売[32]、ISBN 4-8847-5158-2
  7. 1992年12月10日発売[33]、ISBN 4-8847-5189-2
  8. 1993年2月22日発売[34]、ISBN 4-8847-5202-3

### 傑作選・廉価版
- 植田まさし『フリテンくん（海賊版）』竹書房、1980年12月1日発売[35]、ISBN 4-8847-5316-X
  - 映画版の応援として「キップくん」など他の作品を集めて発売された。名前はいささか非常識であるが公式のシリーズであり、外伝として見る事が出来る。[要出典]フリテンくんとその仲間たちが大集合しているスペシャル企画版[35]。
- 植田まさし『フリテンくんジュニア版』竹書房〈バンブーコミックス〉、全4巻 - 作者の作品としては珍しく手書きだったセリフが写植にルビをつけた形式になっている。
  1. 1983年6月20日発売
  2. 1983年7月20日発売
  3. 1983年9月10日発売
  4. 1984年7月7日発売
- 植田まさし『特○フリテンくん』竹書房、全2巻 - 不定期で刊行されていたコンビニコミック版。
  1. 特盛フリテンくん 2008年5月30日発売[36]、ISBN 978-4-8124-6676-6
  2. 特ネタ!フリテンくん 2009年7月24日発売[37]、ISBN 978-4-8124-6957-6
- 植田まさし『爆笑特選4コマ!!フリテンくん』竹書房、既刊30巻（2021年1月4日現在）
  1. ドカ盛!フリテンくん 2010年1月29日発売[38]、ISBN 978-4-8124-6986-6
  2. メチャ盛!フリテンくん 2010年5月28日発売[39]、ISBN 978-4-8124-7306-1
  3. ゲキ盛!フリテンくん 2010年9月30日発売[40]、ISBN 978-4-8124-7331-3
  4. 旧版 メガ盛!フリテンくん 2011年11月28日発売[41]、ISBN 978-4-8124-7397-9
  5. テラ盛!フリテンくん 2012年4月27日発売[42]、ISBN 978-4-8124-7806-6
  6. 極上フリテンくん 2012年7月27日発売[43]、ISBN 978-4-8124-7822-6
  7. 三ツ星フリテンくん 2012年11月27日発売[44]、ISBN 978-4-8124-7849-3
  8. 吟醸フリテンくん 2013年3月27日発売[45]、ISBN 978-4-8124-7891-2
  9. 大吟醸フリテンくん 2013年7月27日発売[46]、ISBN 978-4-8124-8230-8
  10. 爽快!!フリテンくん 2013年11月27日発売[47]、ISBN 978-4-8124-8268-1
  11. 全開!!フリテンくん 2014年3月27日発売[48]、ISBN 978-4-8124-8616-0
  12. 絢爛!!フリテンくん 2014年7月28日発売[49]、ISBN 978-4-8124-8649-8
  13. 極旨!!フリテンくん 2014年11月27日発売[50]、ISBN 978-4-8124-8679-5
  14. 究極フリテンくん 2015年4月27日発売[51]、ISBN 978-4-8019-5121-1
  15. MAXフリテンくん 2015年7月27日発売[52]、ISBN 978-4-8019-5138-9
  16. 超絶フリテンくん 2016年2月27日発売[53]、ISBN 978-4-8019-5157-0
  17. 真打!!フリテンくん 2016年5月27日発売[54]、ISBN 978-4-8019-5175-4
  18. SUPERフリテンくん 2016年11月28日発売[55]、ISBN 978-4-8019-5198-3
  19. 最強フリテンくん 2017年3月27日発売[56]、ISBN 978-4-8019-5812-8
  20. 極楽フリテンくん 2017年8月28日発売[57]、ISBN 978-4-8019-5825-8
  21. フリテンくん匠 2018年1月27日発売[58]、ISBN 978-4-8019-5832-6
  22. フリテンくんダッシュ 2018年4月27日発売[59]、ISBN 978-4-8019-5834-0
  23. 濃縮フリテンくん 2018年7月27日発売[60]、ISBN 978-4-8019-5838-8
  24. 純情フリテンくん 2018年11月27日発売[61]、ISBN 978-4-8019-5842-5
  25. 満開フリテンくん 2019年3月27日発売[62]、ISBN 978-4-8019-5848-7
  26. 常夏フリテンくん 2019年7月29日発売[63]、ISBN 978-4-8019-5852-4
  27. フリテンくん秋味 2019年11月27日発売[64]、ISBN 978-4-8019-5856-2
  28. 宴会フリテンくん 2020年3月27日発売[65]、ISBN 978-4-8019-5860-9
  29. 夏色フリテンくん 2020年7月27日発売[66]、ISBN 978-4-8019-5865-4
  30. メガ盛!フリテンくん 2021年1月4日発売[67]、ISBN 978-4-8124-7397-9
- 植田まさし『フリテンくんPREMIUM』竹書房〈ムック〉、2015年12月17日発売[68]、ISBN 978-4-8019-0600-6

## 映画版
1981年4月11日に公開された。同時上映は『じゃりン子チエ』。
ナック唯一のアニメ映画であり、7話の短編からなるオムニバス形式となっている。

### エピソード一覧
- 第1話 ギャンブル笑学校
- 第2話 おとぼけ道中記
- 第3話 スポーツならおまかせ
- 第4話 今日はふたりの噴火の日
- 第5話 ハレのちハレーッ!
- 第6話 おとぼけカンパニー
- 第7話 雀狂時代

### 声の出演
- 近田春夫、今西正男、増岡弘、鈴置洋孝、黒須薫、上田敏也、滝雅也、金沢寿一、龍田直樹、広森信吾、向殿あさみ、藤田安男、小野田英一、三橋洋一、伊倉一恵、岸野一彦、坂本和彦、田中みち子、出井広美、菅原喜咲子

### スタッフ
- 原作：植田まさし
- 企画：馬場和夫
- 製作：西野聖市、深井知信
- プロデューサー：西條剋麿
- 監督：杉山卓
- 脚本：城山昇、伊東恒久、山崎晴哉、杉山卓
- 絵コンテ：久茂すずめ、原田益次、岡本良雄、高橋和十八
- 演出：四辻たかお、吉田浩
- キャラクター設定・総作画監督：三輪孝輝
- 作画監督：小林準治、高橋春男、森下圭介
- 音楽：あかのたちお
- 音楽監修：松下治夫
- 美術監督：佐藤信
- 色彩設計：矢野悦子、山之内直美
- 撮影監督：菅谷信行
- 編集：辻井好子、吉田美恵子
- 録音：太田克己
- 効果：伊藤克己（スワラ・プロ）
- 助監督：岡迫和之
- 制作デスク：朝居利恵子
- 制作担当：戸井田博史
- 現像所：東京現像所
- 特殊効果：柴田睦子
- タイトル：タイトル87
- 制作進行：寺田直人
- 協力：スタジオ・雲雀、サンライズ・スタジオ、シャフト、スタジオジャップス、ジャングルジム、風プロダクション、OHプロダクション、スタジオ・ムサシ、マスコット、スタジオ・ジャック、三陽編集室、映広音響、俳協
- 演技事務：松田咲実
- 配給：東宝
- アニメーション制作：ナック

### 主題歌
- オープニングテーマ - 「愚奴楽」
- エンディングテーマ - 「HAVE A NICE DAY」
  - 作詞 - 藤公之介 / 作曲・編曲 - 芳野藤丸 / 歌 - 中崎英也（キングレコード）

### ビデオ
- 発売：コダックフィルム、販売：ヤングコーポレーション

### サウンドトラック
- 『愚奴楽／HAVE A NICE DAY』（1981年4月、K07S-172、700円、キングレコード）
- 『フリテンくん』（1981年5月5日、K25-G-7023、2500円、キングレコード）

## OVA
1990年にポニーキャニオンより2巻発売。
| 話数                                      | サブタイトル                            | 脚本                                    | 絵コンテ                                | 演出                                    | 発売日                                  |
| フリテンくん Vol.1 フリテンの麻雀放浪記   | フリテンくん Vol.1 フリテンの麻雀放浪記 | フリテンくん Vol.1 フリテンの麻雀放浪記 | フリテンくん Vol.1 フリテンの麻雀放浪記 | フリテンくん Vol.1 フリテンの麻雀放浪記 | フリテンくん Vol.1 フリテンの麻雀放浪記 |
| ----------------------------------------- | --------------------------------------- | --------------------------------------- | --------------------------------------- | --------------------------------------- | --------------------------------------- |
| 1                                         | 似た者どうし                            | 円山知恵                                | 落合正宗                                | 高垣幸蔵                                | 6月21日                                 |
| 2                                         | フリテンくんの子守り                    | 翁妙子                                  | 高垣幸蔵                                | 高垣幸蔵                                | 6月21日                                 |
| 3                                         | フリテンの麻雀放浪記                    | 円山知恵                                | 高垣幸蔵                                | 高垣幸蔵                                | 6月21日                                 |
| フリテンくん Vol.2 フリテンくんの白い巨塔 |                                         |                                         |                                         |                                         |                                         |
| 1                                         | フリテンくんの白い巨塔                  | 萩田寛子                                | 高垣幸蔵                                | 高垣幸蔵                                | 7月21日                                 |
| 2                                         | マージャンでダイエット                  | 円山知恵                                | 高垣幸蔵                                | 高垣幸蔵                                | 7月21日                                 |
| 3                                         | オーいそがし社員旅行                    | 安藤豊弘                                | 落合正宗                                | 高垣幸蔵                                | 7月21日                                 |

### キャスト
- フリテン：杉村太郎（シャインズ）
- 課長：伊藤洋介（シャインズ）
- 社長：大泉滉
- メガネ：二又一成
- 同僚：鈴木勝美
- サユリ：稀代桜子
- ユミ子：三石琴乃
- C子：矢島晶子
- 部長：西村知道
- 男：岡和男
- 婦警：ならはしみき
- 山口：石森達幸
- 山口夫人：鈴木れい子
- ヒロシ：溝口綾
- 車掌：井筒健司
- 飯友達：小野健一
- 老人：野本礼三
- 強引社長：徳丸完
- 秘書：柿本和子

### スタッフ
- 企画：西野聖市
- 原作：植田まさし
- キャラクターデザイン：北原健雄
- 作画監督：須田勇、泉明宏
- 美術監督：坂本正、李大照
- 撮影監督：趙福東
- 音響監督：本田保則
- 音楽：高橋五郎
- 音響効果：片岡陽三（E&M）
- 編集：辺見俊夫、関一彦（ジェイ・フィルム）
- プロデューサー：西野範子、久米憲司
- 監督：高垣幸蔵
- 製作：ナック

- 主題歌：『アルプスのサラリーマン』
  - 作詞・作曲・歌 - シャインズ  / 編曲 - 米光亮（ポニーキャニオン）

## パチンコ
竹屋より2007年3月からCRフリテンくんが登場した。